# Lotosaurus adentus
Il lotosauro (Lotosaurus adentus) è un rettile estinto appartenente agli arcosauri, vissuto nel Triassico medio (circa 230 milioni di anni fa). I suoi resti sono stati rinvenuti in Cina.

## Una "vela" e un becco senza denti
L'aspetto di questo animale era davvero particolare: un quadrupede dalle zampe poste quasi perpendicolari al corpo, con una caratteristica “vela” di pelle che correva lungo tutto il dorso e la coda, sorretta dai prolungamenti delle vertebre. Il cranio, inoltre, era stranamente sprovvisto di denti e fornito di un becco corneo. Le dimensioni dell'animale si aggiravano intorno ai tre metri di lunghezza.

## Classificazione enigmatica
Tutte queste caratteristiche così peculiari hanno impedito una classificazione chiara del lotosauro, che risulta molto diverso dalla maggior parte degli arcosauri triassici. Sembra probabile, in ogni caso, che le parentele del lotosauro vadano ricercate all'interno del gruppo dei rauisuchi, grandi arcosauri predatori vagamente imparentati con i coccodrilli, tra cui sono presenti forme molto note come Ticinosuchus. Il cranio privo di denti del lotosauro, però, suggerisce che questo animale non si nutrisse di carne, ma di piante che venivano strappate con il poderoso becco. Altri arcosauri triassici dotati di vela dorsale, e ugualmente enigmatici, sono Ctenosauriscus della Germania e Arizonasaurus e Spinosuchus degli Usa.